# Гбала, Патрик
Жан Патрик Гбала Гбо (фр. Jean Patrick Gbala Gbo; род. 12 июня 1993, Кот-д’Ивуар) — ивуарийский футболист, полузащитник.

## Карьера
Патрик начал заниматься футболом в клубе «Бинжервиль». Летом 2014 года полузащитник заключил контракт с тунисским клубом «Монастир», за который дебютировал 31 августа. За сезон Гбала провёл 15 матчей, получив 5 жёлтых и 1 красную карточки.
11 сентября 2015 года ивуариец заключил контракт с «Аль-Фатехом» из Эль-Хасы. В чемпионате Саудовской Аравии Патрик провёл первую игру спустя восемь дней, выйдя в стартовом составе против Аль-Шолы. По окончании сезона 2015/16 полузащитник покинул клуб.